# Mónica Medina Téllez
Mónica Medina Téllez (La Paz, Bolivia; 2 de febrero de 1964) es una empresaria de medios de comunicación, bailarina, conductora de televisión, locutora de radio y política boliviana. Fue la alcaldesa electa de la ciudad de La Paz entre 1993 y 1995.

## Biografía
Mónica Medina nació el 2 de febrero de 1964 en la ciudad de La Paz, en el seno de una familia paceña de clase media. Su padre fue el reconocido político Jorge Medina Pinedo (1928-2017), quien en su época llegó a ocupar el cargo de ministro durante el segundo gobierno del presidente Hernán Siles Suazo (1982-1985), así como también fue diputado y senador. La madre de Medina es Beatriz Téllez.
Medina estudió baile durante sus primeros años en la ciudad de La Paz, posteriormente ganó una beca de estudio y se trasladó a vivir a la ciudad de Madrid, España donde dio continuidad a su actividad artística. En 1983 decidió retornar  a Bolivia. 
En 1984,a sus 20 años de edad, Medina conoció al entonces reconocido periodista Carlos Palenque Avilés (1944-1997) de 40 años de edad, con quien se casaría ese mismo año. Fruto de ese matrimonio nacieron  2 de sus hijos; Jorge Luis Palenque Medina y Carolina Palenque Medina.

## Trayectoria política

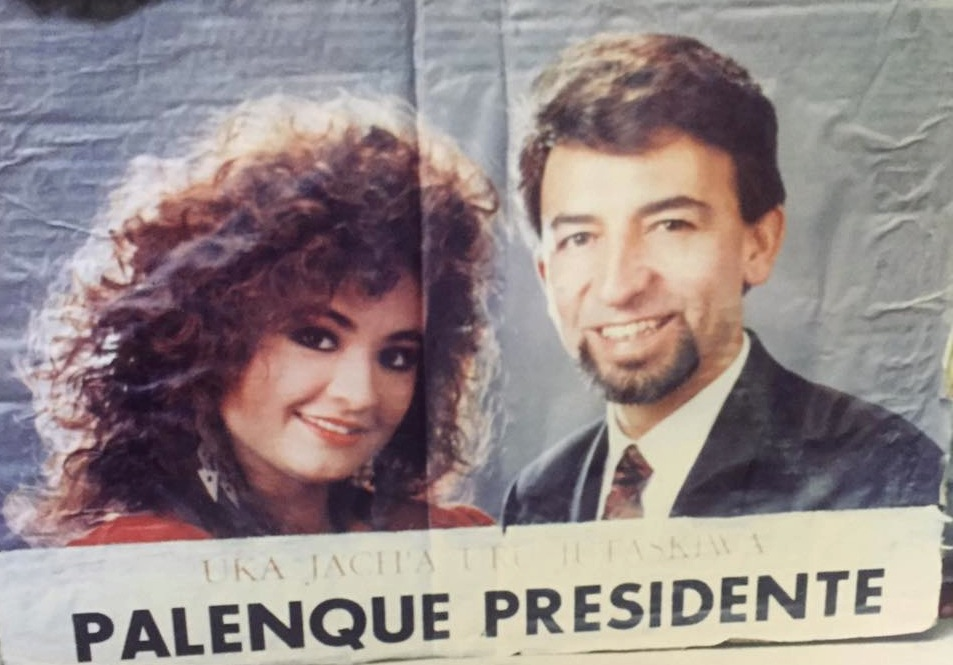
Mónica Medina y Carlos Palenque, en un afiche del año 1993 durante las Elecciones generales de Bolivia de 1993

Los años previos a su candidatura Medina se había convertido junto a Remedios Loza y el propio Carlos Palenque en la imagen del partido popular Conciencia de Patria, CONDEPA.

### Alcaldesa de La Paz (1993-1995)
Medina asumió el mando de la alcaldía de la ciudad de La Paz a sus 29 años, en 1993, convirtiéndose de esa manera en una de las alcaldesas más jóvenes de la época.  Su gestión duró desde 1993 hasta 1995. Postuló a este cargo por CONDEPA, y accedió al puesto a través de alianzas con varios partidos políticos de la época tras las elecciones municipales de 1993.
Como parte de su candidatura presentó una propuesta , llamada, "La gran Vía"  que consistía en una super autopista que debía ser construida al lado del Río Choqueyapu, conocida hoy como la avenida Costanera.
Para las elecciones municipales de 1995 volvió a postular al cargo, obteniendo la primera mayoría, pero debía garantizar su elección buscando la mayoría de votos entre los concejales, de acuerdo al sistema de elección vigente en el momento. Finalmente su contrincante, Ronald McLean, fue elegido como primera autoridad de la ciudad.

## Crisis de CONDEPA
En 1996 Inició el proceso de divorcio con Carlos Palenque por desavenencias políticas, antes de dictarse la sentencia ejecutoria Palenque falleció producto de un  infarto cardíaco. 

## Retiro de la vida política
Después del deceso de Carlos Palenque se retiró de la vida pública, haciéndose cargo de la administración de la cadena RTP.

## Premios y distinciones
Fue reconocida en el Foro de Davos como líder del siglo XXI.
La Federación Nacional de Artesanos y Expositores de Navidad y Alasita (FENAENA) Entregó un reconocimiento a Monica Medina Téllez por su trabajo como medio de comunicación que transmite la inauguración de la popular feria de Alasita (19 de marzo de 2019)  
La Cámara Municipal de Sao Paulo Brasil entregó un reconocimiento a  Monica Medina Téllez por su destacada labor social en favor de la comunidad boliviana (29 de marzo de 2019) 
La comisión de Pueblos Indígenas de la Cámara de Diputados del Estado Plurinacional de Bolivia entregó un reconocimiento a Mónica Medina Téllez por su incansable labor durante los últimos 40 años del Sistema de Radio y Televisión Popular.
El Gobierno Autónomo de la Ciudad de El Alto, entregó "El Cóndor de los Andes" a Radio y Televisión Popular por su 40 años de trabajo en el campo de la comunicación Social.